# 胴捻り
胴捻り(どうひねり)は、大相撲においてかつてマスコミにより報道及び記録されていた決まり手の一つ。現行の公式決まり手82手の体系には含まれていない。
もろ差しの状態で廻しを取らず、両腕で胴を抱えて捻り捨てる技とされる。現在この技が出れば、公式発表は「掬い投げ」あるいは「巻き落とし」等になるだろうと思われる。
公式決まり手制定以前では、以下の取組が「胴捻り」として記録されている。
- 昭和14年1月場所2日目　○鏡岩－安藝ノ海×
- 昭和15年5月場所12日目　○五ツ嶋－大潮×
- 昭和18年5月場所中日　○緑國－八方山×
- 昭和26年1月場所2日目　○高津山－大起×